# Bohdan Józef Kowalski
Bohdan Józef Kowalski (ur. 25 maja 1928 w Warszawie, zm. 11 października 2003 tamże) – polski inżynier mechanik, konstruktor, specjalista w zakresie urządzeń budownictwa kolejowego. Projektował również inne urządzenia mechaniczne (m.in. elementy konstrukcji samochodów i rowery). Autor i współautor wielu patentów z zakresu budowy maszyn i urządzeń technicznych.
Wywodził się ze śląskiego rodu Feige. Jego pradziadek, Lorenz (Wawrzyniec) Feige, w 1863 r. opuścił Śląsk pod przybranym nazwiskiem Michał Kowalski i osiedlił się w Królestwie Polskim. Syn Stanisława i Sabiny ze Skowrońskich. Mąż Irmy Hanny Elżbiety z Borowskich (córki Antoniego). Ojciec Mariusza i Katarzyny. W latach II wojny światowej członek Szarych Szeregów. W pierwszych dniach powstania warszawskiego w wyniku pacyfikacji Ochoty został deportowany do Niemiec i więziony w KL Buchenwald (numer obozowy 71676) oraz KL Holzen. Studiował na Wydziale Mechanicznym Energetyki i Lotnictwa Politechniki Warszawskiej oraz w Wyższej Szkole Inżynierskiej w Warszawie.
Długoletni kierownik, a następnie dyrektor, w Zakładzie Badań i Doświadczeń Budownictwa Kolejowego. Pracował również w Hucie Warszawa, Instytucie Mechaniki Precyzyjnej, Fabryce Samochodów Osobowych (FSO) oraz w Instytucie Badawczym Dróg i Mostów (1982–1988). Na emeryturze od 1988.
Pochowany na cmentarzu Wawrzyszewskim w Warszawie.